# Жечиці (Люблінське воєводство)
Жечиці (пол. Rzeczyce) — село в Польщі, у гміні Фрамполь Білгорайського повіту Люблінського воєводства.
Населення — 307 осіб (2011).
У 1975—1998 роках село належало до Замойського воєводства.

## Демографія
Демографічна структура станом на 31 березня 2011 року:
|          | Загалом | Допрацездатний вік | Працездатний вік | Постпрацездатний вік |
| -------- | ------- | ------------------ | ---------------- | -------------------- |
| Чоловіки | 160     | 26                 | 113              | 21                   |
| Жінки    | 147     | 25                 | 70               | 52                   |
| Разом    | 307     | 51                 | 183              | 73                   |